# Parancistrocerus concavus
Parancistrocerus concavus är en stekelart som först beskrevs av Brethes 1906.  Parancistrocerus concavus ingår i släktet Parancistrocerus och familjen Eumenidae. Inga underarter finns listade i Catalogue of Life.